# 4770 Lane
4770 Lane è un asteroide della fascia principale. Scoperto nel 1989, presenta un'orbita caratterizzata da un semiasse maggiore pari a 2,8617630 UA e da un'eccentricità di 0,3060931, inclinata di 25,10028° rispetto all'eclittica.